# جانق دونق وو
جانق دونق وو (هانغل: 장동우؛ هانجا:張東雨; من مواليد 22 نوفمبر، 1990).

## مولده
ولد جانق دونق وو في الثاني والعشرين من شهر نوفمبر عام 1990.

## شهرته
تقدم لشركة جاي واي بي إنترتينمنت وقدم اداءً مذهلا بكافة المقاييس لكن لسبب ما رفضت الشركة قبوله ثم تقدم لشركة ووليم إنترتينمنت وقبلت به متدربا فيها ثم بعد سنوات من التدريب أصبح محترفا في رقص الهيب هوب وغناء الراب وهو مغني الراب الرئيسي في فرقته وكون اخته تتقن الرقص فقد تمرن معها حتى أصبح ما نراه الآن.

## ظهوره
كان أول ظهور له مع الفرقة come back again حيث كان الرقص متزامنا فلم تبرز موهبته جيدًا فكان مثل الآخرين ثم بدأت موهبته بالظهور جيدا خاصه ان تجربة ادائه في شركه جاي واي بي ظهرت على اليوتيوب  ثم ظهر في فرقة فرعية مع العضو هويا (انفينت اتش) وكانت فرقة لغناء الراب ورقص الهيب هوب وقد انتهت الفرقة تقريبا الآن من أول جولة حول العالم وصلت حتى إلى دبي.

## وصلات خارجية
- جانغ دونغ وو على موقع ميوزك برينز (الإنجليزية)
- جانغ دونغ وو على موقع ديسكوغز (الإنجليزية)